# 杰克琳·伦特里亚
杰克琳·伦特里亚（西班牙語：Jackeline Rentería，1986年2月23日—），哥伦比亚女子摔跤运动员。她曾代表哥伦比亚参加2008年、2012年和2016年夏季奥林匹克运动会摔跤比赛，获得二枚铜牌。